# Квасевицька сільська рада
Квасевицька сільська́ ра́да (біл. Квасевіцкі сельсавет) — адміністративно-територіальна одиниця у складі Івацевицького району Берестейської області Білорусі. Адміністративний центр — село Квасевичі.

## Історія
17 вересня 2013 року до складу Квасевицької сільської ради увійшли територія та населені пункти ліквідованої Косовської сільської ради.

## Склад
Населені пункти, що підпорядковувалися сільській раді:
| Населений пункт | Тип  | Населення, осіб (2009) |
| --------------- | ---- | ---------------------- |
| Альба           | село | 76                     |
| Белавичі        | село | 226                    |
| Верешки         | село | 60                     |
| Запілля         | село | 552                    |
| Іодчики         | село | 133                    |
| Квасевичі       | село | 537                    |
| Ольшаниця       | село | 66                     |
| Скурати         | село | 144                    |
| Сторожовщина    | село | 334                    |
| Ходорки         | село | 43                     |
| Хрищеновичі     | село | 11                     |
| Ятвезь          | село | 8                      |

## Населення
За переписом населення Білорусі 2009 року чисельність населення сільської ради становила 1035 осіб.

### Національність
Розподіл населення за рідною національністю за даними перепису 2009 року:
| Національність | Осіб | Відсоток |
| -------------- | ---- | -------- |
| білоруси       | 1012 | 97,78 %  |
| росіяни        | 10   | 0,97 %   |
| українці       | 8    | 0,77 %   |
| поляки         | 3    | 0,29 %   |
| німці          | 1    | 0,10 %   |
| уйгури         | 1    | 0,10 %   |
| Разом          | 1035 | 100 %    |